# Knipträsket, Södermanland
Knipträsket är en sjö i Nacka kommun i Södermanland och ingår i Norrström-Tyresåns kustområde.